# Nicolás Pareja
Nicolás „Nico” Martín Pareja (Buenos Aires, 1984. január 19. –) argentin labdarúgó, a spanyol Sevilla FC hátvédje. Rendelkezik olasz állampolgársággal is.
Az argentin válogatott tagjaként aranyérmet nyert a 2008. évi nyári olimpiai játékokon. 2014-ben és 2015-ben Európa-ligát nyert a Sevilla FC színeiben.